# ワルサーP88
ワルサーP88（独:Walther P88）は、1988年にワルサー社が発表した新型ダブルアクション自動拳銃である。
本銃はP38以来続いていたプロップアップ方式を廃し、ブローニングタイプの銃身閉鎖機構（ショートリコイル）を取り入れ全く新しい設計により開発された。P5で好評を受けたデコッキングシステムやダブルアクションメカニズムは受け継いでおり、従来のワルサー社製品と違い、ダブルカラムマガジンを採用しているため装弾数は15発と大幅に増加した。しかし高価であったためか、どこの国家からも制式採用されず1996年に生産が中止されてしまった。
商業的失敗作であったとはいえ、「脱・P38」に挑んだこの銃の歴史的意義は大きい。